# 凯撒之死

《凯撒之死》（法語：La Mort de César）是法国艺术家让-莱昂·热罗姆的一幅油画，创作于1867年。画作描绘公元前44年3月15日，在尤利烏斯·凱撒在庞贝剧场遇刺之后，尸体倒在地上，欢欣鼓舞的共谋者走出剧场。画作现藏于美国巴尔的摩沃尔特艺术博物馆。
典型的是，热罗姆没有描述事件本身，而是描述事件的直接后果。热罗姆用他光滑、精湛的技巧，赋予他的绘画以现实的幻觉。一位评论家评论道：“如果摄影在凯撒时代就存在，人们可以相信这幅画是在灾难发生的那一刻现场拍摄的。”
热罗姆还有几幅作品同样也是描绘暴力事件之后的情景，如《处决内伊元帅》、《化装舞会后的决斗》和《完成了》。